# Rejdová
Rejdová este o comună slovacă, aflată în districtul Rožňava din regiunea Košice. Localitatea se află la altitudinea de 579 m deasupra n.m., se întinde pe o suprafață de 50,52 km2 și în 2017 număra 772 de locuitori.

## Istoric
Localitatea Rejdová este atestată documentar din 1551.

## Demografie
| An:                | 1994 | 2004    | 2014   | 2024   |
| ------------------ | ---- | ------- | ------ | ------ |
| Număr de persoane: | 647  | 719     | 776    | 721    |
| Diferență:         |      | +11,12% | +7,92% | −7,08% |

| An:                | 2023 | 2024   |
| ------------------ | ---- | ------ |
| Număr de persoane: | 723  | 721    |
| Diferență:         |      | −0,27% |